# Медоуз, Джейн
Джейн Медоуз (англ. Jayne Meadows, 27 сентября 1919 — 26 апреля 2015) — американская актриса.

## Биография
Джейн Медоуз Коттер родилась в Китае в семье американских епископальных миссионеров. В начале 1930-х годов её родители вернулись на родину в штат Коннектикут, США. Она рано проявила интерес к сцене и уже в 1941 году состоялся её дебют на Бродвее. Со временем её заметили голливудские продюсеры и она подписала контракт с компанией «MGM». В 1946 году на экраны вышел первый фильм с её участием, «Подводное течение», в котором она снималась с Кэтрин Хепбёрн.
Помимо кино Джейн много снималась на телевидение в таких сериалах, как «Остров фантазий», «Лодка любви», «Она написала убийство» и многих других.
В 1954 году Джейн вышла замуж за актёра Стива Аллена, с которым была вместе до его смерти в 2000 году. У Джейн была сестра Одри Медоуз — тоже актриса, умершая в 1996 году. Прекратив сниматься, Джейн Медоуз проживала в городке Энсино в Калифорнии.
Скончалась актриса 26 апреля 2015 года.

## Избранная фильмография
- История о нас (1999) — Дот
- Казино (1995) — Играет себя
- Городские пижоны 2: Легенда о золоте Кёрли (1994) — Мама Митча
- Городские пижоны (1991) — Мама Митча
- Двойное убийство (1990) — Памела
- Норман... это ты? (1976) — Эбил
- Толстяк (1951) — медсестра Джейн Адамс
- Давид и Вирсавия (1951) — Мишель
- Темное заблуждение (1947) — Миссис Сэлкирк
- Леди в озере (1947) — Милдред Хэвленд
- Подводное течение (1946) — Сильвия Ли Бартон

## Телевидение
- 1978—1986 — Лодка любви — Гвен Финли
- 1979—1983 — Остров фантазий — Беатрис Соломон
- 1982 — Мисс «Американская красавица» — Гертруда Ханникутт
- 1985 — Алиса в стране чудес — Карточная королева
- 1986 — Она написала убийство — Лила Ли Амберсон
- 1999 — Диагноз: убийство — Конни Мастерс